# Golden Gate / Shadow
Pour les articles homonymes, voir Golden Gate (homonymie) et Shadow.
Golden Gate et Shadow sont deux bandes dessinées réalisées par Jean Van Hamme (scénario) et Philippe Francq (dessinateur), formant un diptyque appartenant à la série Largo Winch, et éditées respectivement en 2000 et 2002 par Dupuis dans la collection Repérages
Ce diptyque constitue les onzième et douzième tomes de la série.

## Description

### Résumé
Simon Ovronaz est recruté pour tenir le rôle principal de la série télévisée Golden Gate réalisée par W9, chaîne du groupe W, qui porte le nom du Golden Gate, en Californie. Le scénario de ce feuilleton est vide, le jeu d'acteur lamentable et le financement présente des zones d'ombres énormes. De plus, le contrôleur chargé de vérifier la légalité de la production a disparu. Largo, qui flaire l'entourloupe décide de s'occuper lui-même de cette affaire avec Cochrane. Son enquête l'emmènera côtoyer les milieux obscurs de la mafia, du trafic des prostituées et du Snuff movie.

## Personnages
Outre les personnages récurrents de la série, on trouve dans ces deux albums :
- Earl Quinn : patron de la chaîne télévisée W9, débauché de la principale chaîne concurrente. Il a mis sur pied la série "Golden Gate" en reconnaissant le caractère douteux de son financement, mais nécessaire selon lui pour redresser la situation exécrable de W9 ;
- Candido Panatella (dit Don Candido) : patron des « Candid Film » qui produisent la série Golden Gate. Il est aussi le propriétaire d'un énorme casino à Reno qui lui sert de façade pour couvrir son trafic de prostituées ;
- Flor de la Cruz : sulfureuse assistante de Candido Panatella d'origine cubaine, cruelle et perverse animatrice de snuff-movie ;
- Arturo : homme de main de Don Candido. Il veille sur le réseau de prostitution de son patron ;
- Juliet Ferguson : jeune prostituée prisonnière de Don Candido. Elle demandera l'aide de Largo pour la sortir de cet univers sordide ;
- Sarah Washington : contrôleuse au service du Groupe W, chargée de vérifier la légalité du financement de "Golden Gate". Elle sera séquestrée par Don Candido et incorporée dans son réseau de prostitution ;
- Ned Baker : patron de "NBN", la principale chaîne de télévision concurrente de W9. Il souhaite depuis longtemps s'approprier la chaîne du Groupe W et a déjà fait de nombreuses offres à Nerio puis à Largo Winch ;
- Grace Quinn : une des meilleures maquilleuses de la côte Ouest, habitant San Francisco et travaillant sur le tournage de Golden Gate. Elle est la sœur de Earl Quinn.

## Analyse
(août 2019).
Encore un vaste complot contre Largo Winch dans cet opus. Le scénario n'offre pas de surprise par rapport aux précédents albums de la série et rappelle particulièrement celui d'OPA. Il n'est pour autant pas dénué d'intérêt, car en mettant l'accent sur la branche média du Groupe W, Van Hamme nous permet de visiter les dessous d'un univers assez obscur, l'industrie audiovisuelle, à laquelle il prête ici des liens avec la Mafia et les réseaux de prostitution.
On trouve ici les caricatures habituelles de la série. Les gentils sont gentils et les méchants vraiment méchants. La cruauté de ces derniers atteint d'ailleurs un palier inédit dans la série, notamment avec l'épisode des snuff-movies.

## Publications en français

### Albums
- Golden Gate: Dupuis, collection Repérages, 2000,  (ISBN 2-8001-2981-6)
- Shadow: Dupuis, collection Repérages, 2002,  (ISBN 2-8001-3123-3)

### Documentation
- Fabien Tillon, « Largué ? Ouiche... », BoDoï, no 54,‎ juillet 2002, p. 12.